# آق‌چه‌لو
آقجه‌لو روستایی است که در استان اردبیل، شهرستان مشگین‌شهر، بخش مرکزی، دهستان شعبان قرار دارد. این روستا دارای آب و هوای بسیار مناسب برای کشاورزی، باغداری و دامپروری می‌باشد.باغ های سیب،هلو،شلیل،آلو،گردو،آلبالو و... در این روستا فراوان است. همچنین کشاورزان درآن به کشت گندم،جو،کلزا،لوبیا،نخود،عدس،آفتابگردان و... می‌پردازند. این روستا دارای سد مخزنی خاکی بوده و دارای آب کافی برای کشاورزی می‌باشد.دامپروری در کنار کشاورزی در این روستا جریان دارد. بر روی تپه‌ی مشرف بر روستا گورستان باستانی وجود دارد.

## جمعیت
بر اساس سرشماری سال ۱۳۸۵ جمعیت این روستا ۲۶۲ نفر با ۵۲ خانوار بوده‌است.